# ゲアハルト・ヴィースホイ
ゲアハルト・ヴィースホイ（Gerhard Wiesheu、1962年 2月12日-、モースブルク・アン・デア・イザール出身, フライジング）は、ドイツの銀行家。B. Metzler seel. Sohn & Co. AG 代表取締役社長。

## 経歴
ランツフート(Landshut)大学経営経済学部卒業、1987年同大学にて経済学士取得。その後1989年にデュイスブルク・エッセン大学院で東アジア経済学を修了。
1987年、コメルツ銀行（Commerzbank AG）入行。投資銀行研修プログラムを修了後、同社にて様々な職務を経験する。1991年、コメルツ銀行傘下のCommerz International Capital Management GmbH (CICM) で要職を担う。1995年から1999年まで東京の同社日本法人にて社長を務める。この時期、一般社団法人 日本アセットマネジメント協会(東京)の理事も務める。
2001年メッツラー銀行(Bankhaus Metzler)入行。2002年パートナーに就任、法的組織変更の2021年まで メッツラー銀行パートナーグループメンバーを務める。2011年には日独産業協力推進委員会の理事長に就任。2015年、無限責任パートナ－に任命された。2023年7月、代表取締役社長に就任。プライベートバンキング部門および企業戦略の他、コーポレートコミュニケーション部門を管掌。
Nomura Asset Management Europe KVG mbHおよびDWS Investment GmbHの監査役会メンバーとしての役割も担う。
複数の団体において、銀行の代表として長年にわたって金融セクターの発展に尽力している。2020年10月よりFrankfurt Main Finance理事長に就任。同機関はドイツおよびユーロ圏における主要な金融セクターを主導している。2023年7月より、ドイツ銀行協会（Bundesverbandes deutscher Banken e. V.）の取締役会および代表者会議のメンバーを務める。またFrankfurtRheinMain GmbH社のアドバイザリー・ボードメンバーでもある。2020年6月～2022年3月までフランクフルト証券取引所およびEurexドイツの取引評議会のメンバーを務めた。
既婚者・二児の父。

## 名誉職
2011年より社団法人日独産業協会：Deutsch-Japanischen Wirtschaftskreises e. V.（DJW) の理事長、2015年よりベルリン日独センター: Japanisch-Deutschen Zentrums Berlin (JDZB)の評議会議長を務める。また2012年よりフランクフルト独日協会: Deutsch-Japanischen Gesellschaft Frankfurt e. V.(DJG)の顧問となる。その他、フランクフルトゲーテ大学の東アジア研究学際センター評議員、政治、経済、社会、科学、宗教、文化における時事問題についての講演会や討論会を開催し非営利団体として、討論の文化と一般教養の促進に貢献することを目的とする Hessischer Kreis e.V.の評議員を務める。
2006年より社団法人バイロイト音楽祭友の会の評議員となる。2013年、評議会会長就任。2021年から終身名誉会員となる。
さらにゲオルク・シュパイヤー・ハウス（腫瘍生物学および実験療法研究所）評議会会長、またパウル・エアリッヒ財団の評議員を兼任。

## 代表団として
2015年以降、当時の首相、 アンゲラ・メルケルや連邦政府閣僚の代表団訪問に同行。経済界代表メンバーとして2015年と2019年に訪日、2016年には中国を訪問。    また2016年には当時の連邦大統領、ヨアヒム・ガウク訪日にも同行した。 
2022年4月、オラフ・ショルツ連邦首相の初めてのアジア訪問で訪日した際、経済代表団のスポークスマンを務めた。2022年11月、フランク＝ヴァルター・シュタインマイヤー連邦大統領の日本および韓国への公式訪問に同行。2023年3月、オラフ・ショルツ連邦首相および閣僚6名に同行し、日本で初めて開催された日独政府間協議に参加し経済代表団のスポークスマンを務めた。

## 受賞歴
2015年、日本外務大臣表彰受章。日独関係の長年にわたるその功績が称えられた。
2022年5月、ドイツ連邦共和国功労勲章一等功労十字章を、シュタインマイヤー連邦大統領から授与される。同勲章は、シュタインマイヤー連邦大統領の名代として当時のヘッセン州首相、フォルカー・ブフィエから手渡された。この勲章は文化、科学、経済分野における広範かつ顕著な功績を称えて授与されたものである。

## 各項目
1. 1 2 3 4  “Mister Finanzplatz feiert heute 60. Geburtstag” (ドイツ語). Frankfurter Neue Presse (2022年2月12日). 2023年9月3日閲覧。
2. 1 2 3  Fischer, Tobias (2022年11月25日). “Wiesheu steht zwei weitere Jahre Finanzplatzinitiative vor” (ドイツ語). Börsen-Zeitung. 2023年9月3日閲覧。
3. ↑  Lückemeier, Peter (2014年6月28日). “Gerhard Wiesheu” (ドイツ語). Frankfurter Allgemeine Zeitung. 2023年9月3日閲覧。
4. ↑  Maisch, Michael (2021年12月7日). “Traditionsbank: Bankhaus Metzler wird zur Aktiengesellschaft und baut den Vorstand um” (ドイツ語). Handelsblatt. 2023年9月3日閲覧。
5. ↑  “地域・国境を超えた活動の強化と協賛会員の獲得”.   日独産業協会. 2024年5月22日閲覧。
6. ↑  “企業の橋渡しを担う日独産業協会理事長 ゲアハルト・ヴィースホイ氏”. 日本経済新聞.   日本経済新聞社 (2012年11月6日). 2024年5月22日閲覧。
7. 1 2  “Japan-Fachmann Gerhard Wiesheu rückt bei Metzler auf” (ドイツ語). Frankfurter Allgemeine Zeitung (2015年12月21日). 2023年9月3日閲覧。
8. ↑  "Wiesheu rückt an Metzler-Spitze" (ドイツ語). Börsen-Zeitung (2023年5月17日). 2023年12月3日閲覧。
9. ↑  “Executive Board B. Metzler seel. Sohn & Co. Holding AG” (英語). Metzler. 2023年9月3日閲覧。
10. ↑  “About Frankfurt Main Finance e.V.” (英語). Frankfurt Main Finance (2020年11月4日). 2023年9月3日閲覧。
11. ↑  “Vorstand Bankenverband” (ドイツ語). CMS Bankenverband. 2023年9月3日閲覧。
12. ↑  Fechtner, Detlef (2022年2月11日). “Gerhard Wiesheu 60” (ドイツ語). Börsen-Zeitung. 2023年9月3日閲覧。
13. 1 2  Mußler, Hanno「Bankhaus Metzler verjüngt Vorstand」『Frankfurter Allgemeine Zeitung』2022年10月10日。ISSN 0174-4909。2023年9月3日閲覧。
14. 1 2  Iskandar, Katharina「Präsidentin des International Women’s Club: Zwischen den Welten」『Frankfurter Allgemeine Zeitung』2013年8月14日。ISSN 0174-4909。2023年9月3日閲覧。
15. ↑  “地域・国境を超えた活動の強化と協賛会員の獲得”. DJW (2017年8月9日). 2023年9月3日閲覧。
16. ↑  “ベルリン日独センター運営機関”. JDZB (2023年8月1日). 2023年9月3日閲覧。
17. 1 2  “Japan ehrt Gerhard Wiesheu” (ドイツ語). Börsen-Zeitung (2015年8月22日発行) 2022年4月29日閲覧。
18. ↑  “Hessischer Kreis”. Hessischer Kreis. 2023年12月3日閲覧。
19. ↑  “Goethe-Universität — Das Kuratorium der Paul Ehrlich-Stiftung” (ドイツ語). Uni Frankfurt (2023年2月). 2023年9月3日閲覧。
20. ↑  “ゲアハルト・ヴィースホイ - 日独の架け橋をわたる人”. JDZB. 2023年9月3日閲覧。
21. ↑  “Gerhard Wiesheu mit Bundesverdienstkreuz ausgezeichnet” (ドイツ語). Metzler (2022年5月25日). 2023年9月3日閲覧。
22. ↑  “ボランティアとして日本と韓国へ——大統領とともに”. JDZB. 2023年9月3日閲覧。
23. ↑  “両国政府間の協議：ドイツと日本各々がお互いから学び合う関係”. DJW (2023年4月14日). 2023年9月3日閲覧。
24. ↑  Okubo, Mami (2023年5月19日). “Metzler Bank: Building on a wealth of time-honored ties with Japan” (英語). The Japan Times. 2023年9月3日閲覧。
25. ↑  “Ministerpräsident Bouffier ehrt Gerhard Wiesheu” (ドイツ語). Hessen (2022年5月25日). 2023年9月3日閲覧。
26. ↑  Sleegers, Anna (2022年5月27日). “Verdienstkreuz für Gerhard Wiesheu” (ドイツ語). Börsen-Zeitung. 2023年9月3日閲覧。